# The Game (album)
A The Game a brit Queen rockegyüttes nyolcadik stúdióalbuma. 1980. június 30-án jelent meg, a producerei az együttes tagjai és Reinhold Mack voltak. A felvételek során számukra addig ismeretlen helyen és környezetben, a müncheni Musicland Studiosban dolgoztak. Az együttes korábbi korszakának aprólékosan kidolgozott albumai után Mack új munkamódszerével rendkívül gyorsan haladtak a felvételek, bár még így is több hónapig eltartottak, mert rengeteg időt töltöttek el a müncheni éjszakai klubokban. Az új munkamódszer bevezetése nem volt konfliktusmentes, de egy nagyon termékeny időszak után negyven dalból választották ki azt a tízet, amely az albumra került.
A változás a dalok stílusában is érződött, egy részük a „kevesebb több” elvét figyelembe véve az együttestől szokatlanul visszafogott volt, a gitárhangzás visszaszorult, a ritmusszekció pedig előtérbe került. Minden addigi lemezüknél sokszínűbb volt, hiszen tartalmazta az együttesre jellemző drámai, túlprodukált dalokat, ugyanakkor a funk-rock és R&B jellegű dalaival jól idomult az akkoriban divatos klubkultúrához is.
Két nagyon sikeres kislemez jelent meg róla, a „Crazy Little Thing Called Love” és az „Another One Bites the Dust”, mindkettő az első helyre került az amerikai slágerlistán. Maga az album vegyes fogadtatásban részesült, de világszerte jelentős kereskedelmi siker volt, Angliában és Amerikában is az első helyre jutott az eladási listán. Csak Amerikában több mint négymillió példányban kelt el, összességében az együttes egyik legnagyobb példányszámban eladott lemeze lett. Az „Another One Bites the Dust” sikere példátlan volt az együttes történetében, jól szerepelt az amerikai R&B, Dance és Black Singles slágerlistákon is. Két Grammy-díj jelölést kapott: az „év producere” kategóriában, és az „Another One Bites the Dust” a „legjobb vokális rockzenekar” kategóriában, de egyiket sem nyerték meg.

## Háttér
Az 1970-es évek közepétől kezdve az együttes visszavett az albumaikat addig jellemző zenei túlzásokból, a News of the World nyersebb, spontánabb dalokat tartalmazott. Az 1978-as Jazz album készítésekor azonban visszatértek Roy Thomas Baker producer személyéhez, és egy újabb sokszínű, kissé túlprodukált lemezt alkottak meg. Az albumot meglehetősen negatívan fogadta a sajtó, mind a zenéje, mind a kiadását övező furcsa, botrányos reklámfogások miatt. Az 1979-es Live Killers album ugyancsak hideg fogadtatásra talált, még az együttes tagjai sem voltak elégedettek vele, mert nagy volt a zaj a felvételen – a vevők pedig kifogásolták, hogy rajta van a „Bohemian Rhapsody”, holott annak egy részét nem is élőben adták elő a koncerteken. E rossz időszak után az együttes úgy érezte, hogy a következő albumuknak „igazán nagyot kell szólnia.”
Akkoriban az angol adóterhek akkora veszteséget jelentettek az együttesek számára, hogy sokan – így a Queen is – külföldön vették fel az albumaikat, mert ha egy évből meghatározott napot külföldön töltöttek, mentesültek az adók egy részétől. Így 1978-ban a Jazz albumot a montreux-i Mountain Studiosban, és részben Nizzában vették fel. Később minden albumukat részben vagy egészben külföldön vették fel.

## Felvételek
1979 júniusában az együttes a Giorgio Moroder tulajdonában lévő müncheni Musicland Studiosba érkezett. Egyáltalán nem tervezték, hogy egy albumot akarnának felvenni, egyszerűen csak néhány ötletükön akartak dolgozni. „A Jazz után úgy éreztük, hogy új területre kell érkeznünk” – mondta May. „Megkérdeztük a Musiclandet, és ők Macket ajánlották.” Reinhold Mack német producer akkoriban éppen Los Angeleben dolgozott Gary Moore-ral, amikor érkezett egy ajánlat, hogy dolgozzon a Queennel. Mivel hiába telefonált a Musiclandbe, ott semmit sem tudtak erről, hirtelen elhatározással visszarepült Németországba. A stúdióban rengeteg dobozt, repülős bőröndöt és erősítőt talált, és az együttes három tagját: Mercuryt, Deacont és Taylort. Mercury azt mondta neki, hogy van pár ötlete, amelyen dolgozni akar, de kezdjenek hozzá, mielőtt May megérkezik. Ekkor mutatta meg Macknek a „Crazy Little Thing Called Love” kezdő akkordjait, amelyet épp csak órákkal azelőtt talált ki, miután megérkezett Münchenbe Peter Hince-szel, az együttes roadjával, és megszálltak a Hilton szállodában. Azt mondta, hogy fel akarja venni ezt az egyszerű számot, mielőtt May megérkezik, és teletömi az óriási gitárszólóival. Nagyon gyorsan felvették az alapokat, Deacon és Taylor támogatása mellett Mercury énekelt és ritmusgitározott. Mind az egyszerű, párakkordos dal, mind a sebes munkamódszer újdonság volt az együttes számára. Amikor May is megérkezett, ahogy Mercury előre megjósolta, nem túlzottan tetszett neki a végeredmény.
Ezek a felvételek jól megmutatták a Queen korábbi stílusa, és Mack munkamódszere közti különbséget. Amíg az együttes lassan és aprólékosan dolgozott, addig Mack erőssége a gyors, határozott tempó volt. „A Queen nagyon lassan dolgozott” – mondta erről Mack. „Hogy mennyire lassan, arra csak később jöttem rá igazán. Az volt a tervem, hogy ezt megváltoztatom, mert így állandóan megakadtak.” Az együttes azelőtt egy hangszerelést egymás után több tucatszor is felvett, hogy végül a legtökéletesebbet használja fel. Ennek tükrében amikor Mack közreműködésével fél nap alatt felvettek egy komplett hangszerelést, mindannyian csodálkoztak, milyen gyorsan végeztek. Ha megakadtak, akkor Mack rögtön kiszerkesztette a problémás részt, vagy átugortak rajta a haladás érdekében. Ahogyan azt a „Crazy Little Thing Called Love” felvételei mutatták, Mercurynak könnyen ment az együttműködés a producerrel, míg May a régi aprólékos módszer híve volt. Mack ezt mondta erről: „Két dalszerző típus volt: Fred és Brian. Fred az egyszerű típus. Egy rugóra járt az agyunk, és képes volt tizenöt-húsz perc alatt valami egészen briliáns dolgot létrehozni. Brian a másik végpont volt, ha jött egy jó ötlete, rögtön elveszett a legjelentéktelenebb részletekben. Amikor ez a két különböző személyiség együtt dolgozott, rendkívül nehéz volt az előrehaladásra fókuszálni.”
Macknek rá kellett jönnie, hogy a stúdiómunka területén az együttes le van maradva az akkori modern módszerektől. Kis türelemmel rászoktatta a tagokat az újabb szokásokra, például hogy ének közben fülhallgatóval figyeljék és kontrollálják magukat, vagy hogy ne egy szétrongyolódott szalagú, ócska kazettát használjanak a szerkesztéshez, és hogy ne koptassák szét a mágnesszalagot. Sok konfliktus zajlott Mack és May között, mert a gitáros a saját megszokott módján szerette volna felvenni a gitárszólókat, míg Mack minden alkalommal kifejtette, hogy neki más ötletei vannak. Végül a legtöbb esetben a kompromisszumos megoldást választották. Mayhez hasonlóan gyakran Taylor is elégedetlen volt, amiért a modernebb hangzású dalokban monoton, hurokszerű dobhangzást kellett produkálnia, hiszen ő ízlése szerint a nagy formátumú, John Bonham-szerű dinamikus dobjátékot szerette. Mint minden felvételükkor, itt is rengeteget vitatkoztak egymással, a nézeteltérések gyakran odáig fajultak, hogy May dühösen azt mondta, elhagyja az együttest – de ezek a fellángolások csak pár napig tartottak. Javarészt a zenén vesztek össze, örökös probléma volt, hogy melyik dalok kerüljenek a lemezre és a kislemezekre, valamint számos nézeteltérés forrása volt May túlzott perfekcionizmusa. Mivel az együttes gyakran nehézkesen tudott közös nevezőre jutni, Mack volt a gyors döntéshozó a felvételeknél.

A „Crazy Little Thing Called Love” kislemez borítója

A következő pár hónapban még három dalon dolgoztak a stúdióban, mindenféle időhatár nélkül, bár készen arra, hogy ha a felvett anyag elég jó, megjelenjen albumon; ezek voltak a „Coming Soon”, a „Save Me” és a „Sail Away Sweet Sister”. Ellentétben a korábbi albumok felvételeitől, ezúttal nem voltak félkész dalok, csupán néhány ötlet, a dalírás pedig teljes egészében a stúdióban zajlott.Szeptemberben a munkát Taylor szakította meg, aki nyaralni ment Saint Tropez-be a kisfiával. Mercuryt felkérte Wayne Ealing, hogy a királyi balett-társulattal közösen adjanak elő egy koreográfiát a Queen zenéjére. A jótékonysági előadás bevételeit a fogyatékos gyermekek javára ajánlották fel. Az EMI bízva a minőségében, 1979 októberében kiadta a „Crazy Little Thing Called Love” kislemezt, amely gyors sikert aratott a slágerlistákon. A dalhoz készült videóklipben az együttes egy merőben új kiállása volt látható: mindannyian rövidre vágatták a hajukat (még May is rövidebbre), és az 1950-es éveket idéző bőrruhákban pózoltak. Az új stílust Mercury vezette be, miután meglátogatott néhány müncheni bárt. 1979 novembere és decembere között 20 állomásos angliai koncertturnéra indultak, amelynek során – szakítva az elmúlt évek gigantikus stadionturnéival – újra visszatértek a kis és közepes férőhelyű előadótermekbe, hogy közvetlenebb legyen a kapcsolatuk a közönséggel. A turnét Crazy Tour címen reklámozták, de nem az új kislemez miatt, hanem mert „őrültség volt, hogy ezt csináltuk, ahelyett, hogy lenyomtunk volna pár koncertet a Wembley-ben.” A turné utolsó előadása december 26-án Paul McCartney meghívására a kambodzsai háborús áldozatok megsegítésére szervezett koncertsorozat első koncertje volt.
1980 februárjában visszatértek a stúdióba, hogy a sikeres kislemezt követően felvegyenek és kiadjanak egy teljes albumot. Az felvételek nagyon termékenyek voltak, összesen negyven elkészült dal közül választották ki végül azt a tízet, amelyik az albumra került. Bár eleinte azt gondolták, hogy ha külföldön, új helyen dolgoznak, akkor az otthoni munka zavaró hatásai elmaradnak, később kiderült, hogy Münchenben több volt a zavaró tényező, mint gondolták. „A problémák akkor kezdődtek, amikor valaki azt mondta: igyunk meg egy italt a stúdió után” – mondta May. A mindennapos rutin részévé vált, hogy a felvételek után a müncheni éjszakában mulattak, Mercury és kísérete a melegbárokat látogatta, míg az együttes többi tagja, és a kíséretük, valamint Mack rendszeresen a Sugar Shack nevű diszkóba mentek.

## Kompozíció

### Szöveg
Ha nem is voltak egyformán kreatívak, az együttesben mind a négy tag írt dalokat, és általában külön dolgoztak a szerzeményeiken. Gyakran segítettek be egymásnak, de végső soron azt jelölték szerzőnek, akitől a szöveg alapötlete jött. A „Play the Game” Mercury egykori szeretőjéhez, Tony Bastinhoz íródott, akivel akkoriban ért véget a kapcsolata. A „Dragon Attack” szövegét May írta, a jelentése nem tisztázott, de vélemények szerint a droghasználatról szól. Megemlíti benne Macket és a Sugar Shacket is. Deacon „Another One Bites the Dust”-ja eredetileg egymásra lövöldöző cowboyokról szólt volna, de a modern hangzás miatt – Mercury segítségével – inkább gengsztertörténetté írta át. Deacon „Need Your Loving Tonight”-ja és Mercury „Crazy Little Thing Called Love”-ja vidám szerelmes dalok.
Taylor „Rock It”-jét a dobos sokszor visszatérő témája, a rock and roll életmód szeretetét inspirálta. Mercurytól a meghökkentő című „Don’t Try Suicide” (ne légy öngyilkos) az öngyilkosságról beszél humoros formában, és egyes értelmezések szerint ugyancsak Mercury egy régebbi szeretőjéről szól. Taylor szerint nem szabad komolyan venni, prózaként, és az albumból kiragadva értelmezni a szövegét. A „Sail Away Sweet Sister” May megrendítő üzenete meg nem született leánytestvéréhez.A „Coming Soon” Taylortól eredetileg ellenreklám-szerű elképzelésnek indult, végül mégis egy konvencionális, modern popdal lett, mert, ahogy Taylor cinikusan nyilatkozta: „nem állt szándékomban megmenteni a világot egy dallal.” May a „Save Me”-t egy ismerőséről írta, „aki egy rossz korszakon ment akkoriban keresztül. Valakiről, akinek a kapcsolata teljesen elcsesződött.”

### Zene
A The Game a „kevesebb több” elvét követve egyszerűbb és letisztultabb az együttes korábbi munkáinál, a gitárhangzás több esetben háttérbe szorul, a basszusgitár, valamint a dob veszi át a vezető szerepet. Vagy negyven dal közül választották ki azt a tízet, amely a lemezre került, és May elmondása szerint nagyon megválogatták a számokat, kirostálva azokat, amelyek eltértek volna a lemez fő csapásától. Az új hangzást egyrészt a producer, Mack ugyancsak egyszerű munkastílusa, másrészt a müncheni éjszakai élet inspirálta. Sok éjszakát átmulattak többek közt a Sugar Shack klubban, és az új dalok többségét ott tesztelték: „Bármi, amiben volt egy kis groove és szabad tér, az jól hangzott a Sugar Shackben” – mondta később May. – „Eljátszottunk párat a régi dalaink közül, például a »Tie Your Mother Down«-t, de nem működött, mert túl volt zsúfolva, nem volt benne szabad tér. Ezután kifejezetten olyan dalokat írtunk, amelyekben sok szabad helyet hagytunk, így remekül hangzottak a Sugar Shackben.” A dalok általában rövidebbek lettek (csak kettő éri el a négyperces hosszat), és szinte mindegyik megjelent kislemezen is. Elvetve egy korábbi megrögződésüket, ezen az albumon széles körben kihasználták a szintetizátor nyújtotta lehetőségeket. Taylor vásárolt egy Oberheim OB-X-et, és megmutatta Mercurynak, akinek azonnal megtetszettek a benne rejlő lehetőségek. Több dalban felhasználták végül (gyakran maga Mack játszott rajta), még az olyan hagyományosabb és keményebb számokban is, mint például a „Rock It”, a „Coming Soon” és a „Play the Game”.
A dalok minden addigi munkájuknál sokszínűbbek, „részben idomulnak az akkoriban divatos klubkultúrához, ugyanakkor az együttes stadionokban érvényesülő képességeiből is ízelítőt adnak.” A lemezt a „Play the Game” szintetizátoros zúgása vezeti be – egyike a régi típusú, drámai stílusú dalaiknak, a gitárszólóját May Foxx phaserrel torzította. A következő „Dragon Attack” már inkább ritmusvezérelt funk-rock, amelynek egy részét az egyébként alkohollal ritkán élő May egy átmulatott éjszaka után, részegen, egy harminc perces kaotikus felvételen rögzítette. Az jellegzetes basszusszólamú „Another One Bites the Dust” az együttes egyik legismertebb dala, megírásában Deacont a fiatalkorában kedvelt Motown együttesek inspirálták. Bernard Edwards, a Chic R&B együttes gitárosa azt mondta, hogy Deacon tőlük lopta a dalt: 1979-ben a basszusgitáros a New York-i Power Station Studiosban időzött, ugyanott, ahol ők felvették a „Good Times” című dalukat, amelynek a basszusszólama nagyon hasonlít az „Another One Bites the Dust”-éra. A vidám „Need Your Loving Tonight”, amelyben Deacon ritmusgitározott, ugyancsak az együttes régi stílusát idézte vissza. A rockabilly jellegű „Crazy Little Thing Called Love”-ban Mercury 12 húros Ovation akusztikus gitáron ritmusgitározott, és Elvis Presley stílusában énekelt. Mivel Mack szerint jobban illett a dalhoz, arra kérte Mayt, hogy a szokásos gitárbeállítása helyett egy Mesa Boogie-val erősített Fender Telecasteren játssza a szólót. A kemény „Rock It” nyerssége ellenére az egyik dal, amelybe rengeteg szintetizátoreffektust zsúfoltak. A felvételek során nem tudták eldönteni, hogy Taylor vagy Mercury énekelje, ezért végül az első versszakot az egyik, a másodikat a másik énekelte. A „Don’t Try Suicide”-ban előtértbe kerül a basszusgitár, és az ének az 1950-es évek rock and roll dalait idézi. A „Sail Away Sweet Sister” hagyományosan gitárvezérelt ballada. A dalban Mercury zongorázot, May énekelte, harangszerű gitárjátékát pedig Mantovani munkája ihlette. A feszes, new wave-es „Coming Soon”-t Taylor kislemezre tervezte, de az együttes nem értett vele egyet. A dalt nagyrészt Mercury énekelte, pár sorba Taylor is beszállt. Az albumot záró „Save Me” lassú zongoraballada, az együttesre jellemző erőteljes vokállal.

## Megjelenés

Freddie Mercury nagy feltűnést keltő új „Castro klón” imázsa a „Play the Game” videóklipjében

Még az album felvételeinek szünetében, 1979 októberében megjelent kislemezen a „Crazy Little Thing Called Love”, mert az EMI döntnökei nagy reményt fűztek hozzá. Amerikában az Elektra Records túl rizikósnak találta megjelentetni, ezért az amerikai DJ-k kezdetben az Angliából importált lemezeket játszották. Ennek ellenére is jelentős rádióidőt kapott, ezért végül az Elektra úgy döntött, hogy kiadja kislemezen. A dal nagyon sikeres lett, az első helyet érte el az amerikai, a másodikat az angol slágerlistán. A borítóján az együttes egy új kiállása volt látható, rövid hajjal, az 1950-es éveket idéző bőrruhákban. A sikere hatására határozták el véglegesen, hogy egy komplett albumnyi anyagot fognak felvenni.
1980 májusában megjelent a „Play the Game” kislemez. Nem volt különösebben sikeres, de a borítón, és a videóklipjében volt első alkalommal látható Mercury később jellegzetessé váló bajsza. Az együttes régi rajongóit meglepte a változás, sokan nem tudták elfogadni a harsány imázsváltást (a híresztelések szerint nem sokkal később az albumot támogató koncertturné egyik előadásán eldobható borotvákat dobáltak fel a színpadra. Mercury megkérdezte tőlük, hogy levágassa-e a bajszát, mire a közönség egyszerre azt kiabálta, hogy igen. Az énekes válasza ez volt: „Basszátok meg, azért sem vágatom le!”). Ez a stílus népszerű volt abban az időben a melegek között, ráadásul Mercuryval kapcsolatban már jóval korábban célozgatott a sajtó, hogy homoszexuális, így hamar ráragadt az új kinézetére a „Castro klón” gúnynév, amellyel abban az időben a hasonlóan kinéző melegeket illették.
Maga az album 1980. június 30-án jelent meg. A címe eredetileg Play the Game lett volna, az egyik dala után, de Taylornak ellenérzései voltak ezzel a címmel, mert úgy érezte, hogy úgy is értelmezhető a „játsszuk a játékot”, hogy „megalkuszunk a rendszerrel”; ezért leegyszerűsítették a The Game-re. Az album borítóján ugyanaz a kép szerepelt, mint a „Crazy Little Thing Called Love” kislemezén, csak színesben. A sajtó nemtetszését fejezte ki ugyan, hogy két már kereskedelmi forgalomban megjelenő kislemez is rajta van, az album eladásai mégis jól alakultak. A megjelenéssel egy időben elkezdődött a The Game világturné, amely majd öt hónap alatt 63 koncertet jelentett. Az új dalok közül hetet játszottak, ezek voltak a „Play the Game”, a „Save Me”, a „Dragon Attack”, a „Crazy Little Thing Called Love”, az „Another One Bites the Dust”, és esetenként a „Need Your Loving Tonight”, és a "Rock It (Prime Jive)".
1980 augusztusában Michael Jackson javaslatára adták ki az „Another One Bites the Dust” kislemezt. Akkora sikere volt, hogy egymagában garantálta az album nagy formátumú eladásait. Az első helyet érte el az amerikai slágerlistán, a másodikat a dance és R&B slágerlistákon, és jelentős rádióidőt kapott az országban, különösen felkapott lett a fekete zenét játszó adók körében. Csak Amerikában több mint hárommillió példány kelt el belőle. 1980-ban „legjobb vokális rockzenekar” kategóriában Grammy-díjra jelölték, de a díjat nem nyerte el. A dal sikere után a Chic együttes nemtetszését fejezte ki, amiért az ő daluk ugyan hamarabb jelent meg, mégis mindenki őket vádolta azzal, hogy a „Good Times”-ban lemásolták az „Another One Bites the Dust” hangzását.

## Fogadtatás

### Kereskedelmi
Angliában gyors sikere volt, rögtön a második helyen debütált az eladási listán, majd a következő két hétben vezette azt. Ezután viszonylag hamar kikerült a Top 10-ből, de még tizennégy hétig rajta volt a listán. Összességében az angliai eladásai mérsékeltek, még abban az évben aranylemez lett, ami 100 ezer példány feletti eladást jelent. Amerikában lassabb, de nagyobb volt a sikere. A huszadik helyen kezdett a Billboard Top 200 listán, majd több hét elteltével (nagyjából az „Another One Bites the Dust” húzódal megjelenése után) öt egymást követő héten listavezető volt, a listán pedig összesen negyvenhárom hétig szerepelt. A specifikus Billboard Top R&B listán a nyolcadik helyre került. 1980-ban platinalemez, 2002-ben pedig négyszeres platinalemez lett, ami 4 millió példány feletti eladást jelent – a News of the World mellett ez az együttes Amerikában legnagyobb példányszámban elkelt stúdióalbuma. A Nielsen SoundScan felmérései szerint Amerikában 1991 és 2006 között 297 ezer példányt vásároltak belőle. 1981-ben Macket és az együttes tagjait Grammy-díjra jelölték az „év producere” kategóriában, de nem nyertek.
Az album nemzetközileg is népszerű volt, több országban listavezető lett, és jelentős példányban fogyott. Németországban a második helyet érte el, és aranylemez lett, ami 250 ezer példány feletti eladást jelent. Ugyancsak sikeres volt Kanadában, ahol az első helyet érte el, és ötszörös platinalemez lett, több mint 400 ezres eladással. Brazíliában a megjelenése évében 130 ezer példánybon fogyott. Bekerült a legjobb tíz közé például Hollandiában, Japánban, Ausztriában és Svédországban is. Nem az együttes legsikeresebb lemeze, a rajongók egy része elfordult az együttestől a stílusváltást követően, egyes dalok viszont új rajongókat hoztak, főleg a fekete zenét kedvelők köréből – világszerte kevesebb mint tízmillió példány fogyott belőle.

### Kritika
| Kritikák             | Kritikák        |
| Forrás               | Értékelés       |
| -------------------- | --------------- |
| Sounds               | (1980)          |
| Record Mirror        | (1980)          |
| Rolling Stone        | (vegyes) (1980) |
| Entertainment Weekly | B+ (1991)       |
| Classic Rock         | (2001)          |
| RS Album Guide       | (2004)          |
| Uncut                | (2011)          |
| AllMusic             | [ 57 ]          |

Megjelenésekor a The Game nagyon vegyes kritikákat kapott, az egész kiválótól a teljesen negatívig. Robin Smith, a Record Mirror magazin kritikusa nagybetűkkel szedve így kezdte a cikkét: „SZERETEM A QUEENT, SZERETEM A QUEENT…”, bár csak négy csillagosra értékelte a lehetséges ötből, az albumot összességében telitalálatnak tartotta. Ellenben Robbi Millar a Sounds magazinban gúnyosan negatív kritikát írt róla „A vesztes” címmel, a cikk mellett egy képpel Mercuryról, ahogy a földön ül akkoriban szokásos bőrruhájában, az arcára pedig egy eltúlzott bajuszt rajzolt az újság. A kritikus szerint a lemez „Olyan, mint egy fáradt öregember, vak és összetört. Mint egy vén macska, ami önelégülten dorombol.” Paul Du Noyer, a NME írója hasonlóképpen elmarasztaló kritikát írt, az albumot teljesen feleslegesnek nevezte, a rajta lévő zenét üres, pénzhajhász glam rock külsőségnek tartotta, és így fejezte be a cikket: „máshol kortárs remekműként üdvözölték. A magam részéről én inkább megyek aludni.” A Rolling Stone írója, Steve Pond vegyesen értékelte, bár az album pozitívumait javarészt abban látta, hogy kevésbé bosszantó zenét játszanak, mint azelőtt, de „még így is nehezen tudják elrejteni, mennyire egomániásak.” Az író üdvözölte az új irányzatokat, de meglátása szerint ha a hallgató túl van a „jé, ezek tényleg ők?” sokkján, felfedezheti, hogy nem hitelesek az új stílusban, mert túl merevek. Trevor Morris a Melody Makerben ugyancsak vegyesen értékelte, javarészt kiszámíthatónak nevezte, de nem kritikusan: a hallgató egyszerűen azt kapja, amit vár. A The Washington Post kritikusa lehangolóan írt a kritikájában, unalmasnak és néhol butaságnak tartotta a lemezt, és így összegezte a benyomásait: „Az elmúlt öt év kiábrándító és kihívást nem nyújtó albumai után úgy tűnt, ez lehet a Queen visszatérése. De nem volt ilyen szerencséjük.”
Retrospektív kritikájában Stephen Thomas Erlewine, az AllMusic írója az együttes legjobb albumának tartotta az A Night at the Opera után: „A The Game vegyes csomag, mint oly sok másik Queen album, de ami szembetűnő különbsége ennek az albumnak, az az, hogy tetten éri, amint a Queen határozottan a pop felé fordul – és ez a nagy, 1980-as évekbeli stílusjelző pop album a mai napig egyike az együttes legélvezhetőbb felvételeinek.” Egy másik kritika kapcsán ugyancsak az Allmusic oldalán Greg Prato az együttes legjobb 1980-as évekbeli albumának nevezte. A 2003-ban megjelent újramaszterelt DVD Audio kapcsán a Record Collector így írt a lemezről: „Annak a tanulsága, ahogy az együttes a Live Aiden sikert arató, slágerlistákon taroló pop/rock szörnyeteggé vált. A harmónia szintű és instrumentális összjátéka lélegzetelállító.” Visszatekintő írásában a Rolling Stone magazin lekezelően írt a lemezről, a kislemezsikereit kétes eredménynek tartotta, az album dalaiban az együttes egy új tulajdonságát látta bevezetni: a régi albumaik iránti nosztalgiát. 2011-ben  
Alexis Petridis a The Guardiantól négy csillagot adott rá: „tökéletesen előadott balladák, sokkal áramvonalasabb és kevésbé örült, mint az elődje, bár az ilyen dolgok relatívak. […] Ha hallani akarod, milyen rendkívüli tudott lenni a Queen, itt az »Another One Bites the Dust«, egy fehér rockegyüttes diszkó dala, amely megállja a helyét a stílus mestereivel szemben is…”

## Az album dalai
| 1. | Play the Game                  | Freddie Mercury | 3:27 |
| 2. | Dragon Attack                  | Brian May       | 4:17 |
| 3. | Another One Bites the Dust     | John Deacon     | 3:32 |
| 4. | Need Your Loving Tonight       | Deacon          | 2:46 |
| 5. | Crazy Little Thing Called Love | Mercury         | 2:42 |

| 6.  | Rock It (Prime Jive)   | Roger Taylor | 4:30 |
| 7.  | Don’t Try Suicide      | Mercury      | 3:52 |
| 8.  | Sail Away Sweet Sister | May          | 3:32 |
| 9.  | Coming Soon            | Taylor       | 2:47 |
| 10. | Save Me                | May          | 3:43 |

| 1. | Dragon Attack (remix: Jack Benson és R.A.K.) | May | 4:23 |

| 1. | Save Me (Live in Montreal, 1981. november)                     | 4:18 |
| 2. | A Human Body (B-oldal)                                         | 3:44 |
| 3. | Sail Away Sweet Sister (Take 1, mankóvokállal , 1980. február) | 2:34 |
| 4. | It's a Beautiful Day (az eredeti spontán ötlet, 1980. április) | 1:31 |
| 5. | Dragon Attack (Live in Milton Keynes, 1982. június)            | 5:15 |

| 6. | Vocal Improv / Dragon Attack (Live at Morumbi Stadium, 1981) |  |
| 7. | Save Me (Live at Seibu Lions, 1982)                          |  |
| 8. | Crazy Little Thing Called Love (Saturday Night Live, 1982)   |  |

## Közreműködők
Jacky Gunn és Georg Purvis alapján.
| Queen - Brian May – elektromos gitár, akusztikus gitár, háttérvokál, ének: „Sail Away Sweet Sister” - Freddie Mercury – ének és háttérvokál, akusztikus gitár, zongora, orgona - John Deacon – basszusgitár, szintetizátor - Roger Taylor – dob, háttérvokál, akusztikus gitár, ének: „Rock It”, ének Mercury mellett: „Coming Soon”, basszusgitár: „Rock It” | Közreműködő zenészek - Mack – szintetizátor: „Rock It” | Produkció - Queen – producer - Reinhold Mack – producer - Brian Gardner – hangmérnök - Queen – borítóötlet - Cream – borítóterv - Peter Hince és Christopher Hopper – fényképezés |  |

## Helyezések és eladások
| Ország                | Helyezés |
| --------------------- | -------- |
| Brit albumlista       | 1        |
| Amerika Billboard 200 | 1        |
| Ausztriai albumlista  | 5        |
| Francia albumlista    | 17       |
| Holland albumlista    | 1        |
| Japán albumlista      | 5        |
| Kanada RPM Top 100    | 1        |
| Német albumlista      | 2        |
| Norvég albumlista     | 2        |
| Svéd albumlista       | 7        |
| Új-Zélandi albumlista | 11       |

| Ország                  | Eladási minősítés | Megjegyzés          | Eladás     |
| ----------------------- | ----------------- | ------------------- | ---------- |
| Anglia (BPI)            | arany             |                     | 100 000+   |
| Amerika (RIAA)          | 4× platina        | 2002-ben            | 4 000 000+ |
| Amerika (SoundScan)     |                   | 1991 és 2006 között | 297 000+   |
| Ausztria (IFPI Austria) | arany             |                     | 10 000+    |
| Hollandia (NVPI)        | arany             |                     | 25 000+    |
| Kanada (Music Canada)   | 5× platina        |                     | 400 000+   |
| Németország (BVMI)      | arany             |                     | 250 000+   |

Kislemezek
| Év   | Kislemez                                                            | GBR | AUT | BEL | GER | IRE | NLD | NOR | SWI | USA |
| ---- | ------------------------------------------------------------------- | --- | --- | --- | --- | --- | --- | --- | --- | --- |
| 1979 | Crazy Little Thing Called Love / We Will Rock You (koncertfelvétel) | 2   | 9   | 3   | 13  | 2   | 1   | 8   | 5   | 1   |
| 1980 | Save Me / Let Me Entertain You                                      | 11  | —   | 13  | 42  | 8   | 6   | 7   | —   | —   |
| 1980 | Play the Game / A Human Body                                        | 14  | —   | 25  | 40  | 9   | 10  | 6   | 8   | 42  |
| 1980 | Another One Bites the Dust / Dragon Attack                          | 7   | 6   | 9   | 6   | 4   | 11  | —   | 8   | 1   |
| 1980 | Need Your Loving Tonight / Rock It (Prime Jive)                     | —   | —   | —   | —   | —   | —   | —   | —   | 44  |

## Kiadás
| Ország  | Megjelenés dátuma | Kiadó      | Formátum         | Katalógusszám                               |
| ------- | ----------------- | ---------- | ---------------- | ------------------------------------------- |
| Amerika | 1980. június 30.  | Elektra    | LP, magnókazetta | 5E-513 (LP) TC-5513 (kazetta)               |
| Anglia  | 1980. június 30.  | EMI        | LP, magnókazetta | EMA 795 (LP) EMA 795 0C 264 63923 (kazetta) |
| Amerika | 1991. június 18.  | Hollywood  | CD, magnókazetta | HR-61063-2 (CD) HR-61063-4 (kazetta)        |
| Anglia  | 1986. december    | EMI        | CD               | CDP7 46213 2                                |
| Anglia  | 1994              | Parlophone | CD               | CDPCSD 134                                  |
| Anglia  | 2011              | Island     | CD               | 277 175 1                                   |